# Polycentropsis abbreviata
Polycentropsis abbreviata är en fiskart som beskrevs av Boulenger, 1901. Polycentropsis abbreviata ingår i släktet Polycentropsis och familjen Nandidae. IUCN kategoriserar arten globalt som livskraftig. Inga underarter finns listade i Catalogue of Life.